# Sent Anhan de la Sostrana
Sent Anhan (en francès Saint-Agnant-de-Versillat) és una comuna (municipi) de França, a la regió de la Nova Aquitània, departament de la Cruesa. La seva població al cens de 1999 era de 1.100 habitants. Forma part del Camí de Sant Jaume i està integrada a la Communauté de communes du Pays Sostranien.

## Demografia
| 1968  | 1975  | 1982  | 1990  | 1999  |
| ----- | ----- | ----- | ----- | ----- |
| 1.253 | 1.168 | 1.067 | 1.115 | 1.100 |

## Administració
| Període   | Identitat           | Partit |
| --------- | ------------------- | ------ |
| 2001-2008 | Françoise Marginaud |        |
| 2008-     | Pierre Decoursier   |        |